# Onthophagus fulvus
Onthophagus fulvus là một loài bọ cánh cứng trong họ Bọ hung (Scarabaeidae).